# Killingworth, Connecticut
Killingworth är en kommun (town) i Middlesex County i delstaten Connecticut, USA. Vid folkräkningen år 2000 bodde 6 018 personer på orten. Den har enligt United States Census Bureau en area på totalt 92,7 km² varav 1,2 km² är vatten.

## Kända personer från Killingworth
- Washington F. Willcox, politiker